# VM i skak 1986
VM i skak 1986 var en revanchematch mellem den regerende verdensmester i skak Garri Kasparov, Sovjetunionen, og hans landsmand Anatolij Karpov, som han havde besejret ved en match i 1985. Kasparov vandt 12½ – 11½ efter at have sikret titlen ved stillingen 12 – 11.
Matchen blev spillet mellem 28. juli og 12. oktober 1986 med halvdelen af partierne i London, Storbritannien og halvdelen i Leningrad. I London blev matchen brugt til at markere 100-året for den første officielle VM-match mellem Wilhelm Steinitz og Johannes Zukertort.

## Baggrund
Kort tid efter Kasparov havde vundet matchen i 1985, var der allerede røre om returmatchen. Karpov annoncerede i december, at han ønskede en VM-match med start allerede i februar 1986 (kun tre måneder efter afslutningen af den forudgående match mod sædvanen på 12 måneder). Dette blev bakket op af FIDE-præsident Florencio Campomanes.
Kasparov protesterede og afholdt den 23. december en pressekonference under en match mod hollandske Jan Timman, hvor han afslog Campomanes' betingelser for matchen og bl.a. pegede på, at revanchematchen var for stor en fordel for den detroniserede verdensmester og at det ikke havde været en del af forhandlingerne mellem den afbrudte match i 1984 – 1985 og den match, Kasparov vandt i 1985, men blot var blevet annonceret umiddelbart inden matchen. Ved samme lejlighed annoncerede Kasparov, at han støttede en konkurrent til Campomanes ved det næste valg til FIDE-præsident. En uge efter Kasparovs pressemøde gav Campomanes et interview til Associated Press, hvor han gav Kasparov en frist til 7. januar 1986 til at acceptere en match med start 10. februar, ellers ville Karpov blive erklæret som vinder og verdensmester.
Campomanes opgav dog sit ultimatum, og det sovjetiske skakforbund greb ind med et kompromis, som både Kasparov og Karpov skrev under på, uden at FIDE blev konsulteret: Matchen skulle begynde juli eller august samme år og den næste VM-match skulle afvikles på et tilsvarende tidspunkt året efter.

## Matchregler
- Matchen skulle spilles til bedst af 24 partier.
- Kasparov ville beholde titlen ved uafgjort 12 – 12.
- Taberen af denne match ville blive seedet direkte til finalen i kandidatturneringen i den efterfølgende VM-cyklus (som allerede var i gang).

## Styrkeforholdet inden matchen
I modsætning til tiden mellem de to forudgående matcher, spille både Karpov en del op til denne tredje VM-match på to år mod Kasparov. Karpov endte på en delt andenplads i en åben turnering i Wien, vandt en turnering i Bruxelles med to points forspring til sin gamle rival, Viktor Kortsjnoj, og vandt en stærkt besat turnering i Bugojno. Kasparov holdt sig til to mindre matcher; matchen mod Jan Timman, som han slog med 4 – 2 og i maj, hvor han slog Anthony Miles fra Storbritannien med 5½ – ½.

## Matchresultat
| VM matchen Kasparov-Karpov, 1986 | VM matchen Kasparov-Karpov, 1986 | VM matchen Kasparov-Karpov, 1986 | VM matchen Kasparov-Karpov, 1986 | VM matchen Kasparov-Karpov, 1986 | VM matchen Kasparov-Karpov, 1986 | VM matchen Kasparov-Karpov, 1986 |
| Parti                            | Dato (1986)                      | Hvid                             | Sort                             | Resultat                         | I alt Kasparov                   | I alt Karpov                     |
| -------------------------------- | -------------------------------- | -------------------------------- | -------------------------------- | -------------------------------- | -------------------------------- | -------------------------------- |
| 1                                | 28. juli                         | Karpov                           | Kasparov                         | ½ - ½                            | ½                                | ½                                |
| 2                                | 30. juli                         | Kasparov                         | Karpov                           | ½ - ½                            | 1                                | 1                                |
| 3                                | 1. august                        | Karpov                           | Kasparov                         | ½ - ½                            | 1½                               | 1½                               |
| 4                                | 4. august                        | Kasparov                         | Karpov                           | 1 - 0                            | 2½                               | 1½                               |
| 5                                | 6. august                        | Karpov                           | Kasparov                         | 1 - 0                            | 2½                               | 2½                               |
| 6                                | 11. august                       | Kasparov                         | Karpov                           | ½ – ½                            | 3                                | 3                                |
| 7                                | 13. august                       | Karpov                           | Kasparov                         | ½ – ½                            | 3½                               | 3½                               |
| 8                                | 15. august                       | Kasparov                         | Karpov                           | 1 - 0                            | 4½                               | 3½                               |
| 9                                | 20. august                       | Karpov                           | Kasparov                         | ½ - ½                            | 5                                | 4                                |
| 10                               | 22. august                       | Kasparov                         | Karpov                           | ½ – ½                            | 5½                               | 4½                               |
| 11                               | 25. august                       | Karpov                           | Kasparov                         | ½ – ½                            | 6                                | 5                                |
| 12                               | 27. august                       | Kasparov                         | Karpov                           | ½ - ½                            | 6½                               | 5½                               |
| 13                               | 5. september                     | Karpov                           | Kasparov                         | ½ – ½                            | 7                                | 6                                |
| 14                               | 8. september                     | Kasparov                         | Karpov                           | 1 - 0                            | 8                                | 6                                |
| 15                               | 12. september                    | Karpov                           | Kasparov                         | ½ - ½                            | 8½                               | 6½                               |
| 16                               | 15. september                    | Kasparov                         | Karpov                           | 1 - 0                            | 9½                               | 6½                               |
| 17                               | 17. september                    | Karpov                           | Kasparov                         | 1 - 0                            | 9½                               | 7½                               |
| 18                               | 19. september                    | Kasparov                         | Karpov                           | 0 - 1                            | 9½                               | 8½                               |
| 19                               | 24. september                    | Karpov                           | Kasparov                         | 1 - 0                            | 9½                               | 9½                               |
| 20                               | 29. september                    | Kasparov                         | Karpov                           | ½ – ½                            | 10                               | 10                               |
| 21                               | 1. oktober                       | Karpov                           | Kasparov                         | ½ - ½                            | 10½                              | 10½                              |
| 22                               | 3. oktober                       | Kasparov                         | Karpov                           | 1 - 0                            | 11½                              | 10½                              |
| 23                               | 6. oktober                       | Karpov                           | Kasparov                         | ½ – ½                            | 12                               | 11                               |
| 24                               | 8. oktober                       | Kasparov                         | Karpov                           | ½ - ½                            | 12½                              | 11½                              |